# Mihályháza
Mihályháza község Veszprém vármegyében, a Pápai járásban.

## Fekvése
Pápa tágabb nyugati vonzáskörzetében fekszik. A szomszédos települések: észak felől Békás, északkelet felől Mezőlak, kelet felől Pápa-Borsosgyőr, kelet-délkelet felől Pápadereske, délkelet felől Nyárád, délnyugat felől Nemesszalók, nyugat felől Vinár, északnyugat felől pedig Kemeneshőgyész. Közigazgatási területe a fentiek mellett, nyugat-északnyugati irányból pontszerűen érintkezik még Szergény keleti határszélével is.

### Megközelítése
A település közigazgatási területén több, állami közútnak minősülő útvonal is áthalad (8405-ös út, 84 112-es, 84 113-as, 84 114-es számú mellékutak), a község a lakott területét illetően ezzel együtt is zsáktelepülésnek tekinthető, mert csak egy irányból érhető el.
Pápa felől a leginkább kézenfekvő megközelítési útvonala: a városközpont (vagy a 83-as főút pápai elkerülője) felől a 834-es főúton, majd a pápadereskei leágazást elhagyva [bő 5 kilométer után] északnak fordulva a 8405-ös úton, arról pedig mintegy 2 kilométer után balra, nyugatra fordulva a 84 114-es számú mellékúton.
A hazai vasútvonalak közül a települést a MÁV 10-es számú Győr–Celldömölk-vasútvonala érinti, amelynek egy megállási pontja van itt. Mihályháza megállóhely a település északi szélén helyezkedik el, közúti elérését ugyancsak a 84 114-es számú mellékút biztosítja.

## Története
Nevét 1421-ben említették először Myhalhaza alakban. Ekkor kapta Zsigmond királytól Kocsi András királyi udvarnok érdemeiért a Veszprém vármegyében fekvő Mihályfalva (Keszegmihályfalva) nevű birtokot, mely előtte az örökös nélkül elhalt Keszeg Mihályé volt. A település neve ismét 1488-ban bukkan fel ismét ugyancsak "Myhalhaza" alakban; ekkor részben Nádasdi Imre jószága, részben kuriálista nemesek birtoka volt, majd 1563-ban Mihályháza, másként Alsó Nádasd, 1696-ban Nemes Mihályháza alakban fordult elő.
A fiatalabb helységek közé tartozik, mert a -telke. -laka, -háza
utótaggal alakult helységnevek az Anjou-korra jellemzők, bár a 13. század elején szórványosan felbukkannak. A falu a 15. században vált ki Nádasd (közelebről Alsónádasd) területéből. (A kurális nemeseket 1696-ban királyi vadászoknak nevezték.)
A reformáció kezdetére nincs adatunk, de már 1652-ben volt templom, amit 1733-ban renováltak. 1652-ből maradt fenn egy (kép és kereszt nélküli) harang, mely 1866-ig megvolt (tűzvészben elolvadt).  A török és kuruc háborúk idején az említett harang a Marcal iszapjába volt elrejtve. 1708-ban a németek felégették a falut, de a templom megmaradt.
Vályi András szerint "MIHÁLYHÁZA. Magyar falu Veszprém Várm. földes Urai több Urak, lakosai katolikusok, fekszik Pápához 1 1/2, Dobronhoz pedig 1 órányira, határja két nyomásbéli, rozsot, búzát, és tavaszit jól terem, Timai pusztában is bírnak, szép szántó földeket, és réteket, erdeje van, Marczal bozóttyában is kaszálnak." [4]
Fényes Eleknél "Mihályháza, magyar f., Veszprém vmegyében: 43 kath., 451 ref. lak., ref. anyaekklézsiával, termékeny róna határral, sok réttel. F. u. többen. Ut. p. Pápa." [5]

## Közélete

### Polgármesterei
- 1990–1994: Lázár Gyula (független)[3]
- 1994–1998: Lázár Gyula (független)[4]
- 1998–2002: Lázár Gyula (független)[5]
- 2002–2006: Ifj. Szalóky Zsigmond (független)[6]
- 2006–2010: Mészáros Géza (független)[7]
- 2010–2014: Mészáros Géza (független)[8]
- 2014–2019: Mészáros Géza (független)[9]
- 2019–2024: Mészáros Géza (független)[10]
- 2024– : Mészáros Géza (független)[1]

## Népesség
A település népességének változása:
| Lakosok száma | 782  | 771  | 763  | 748  | 684  | 692  | 660  |
|               | 2013 | 2014 | 2015 | 2021 | 2022 | 2023 | 2024 |

A 2011-es népszámlálás során a lakosok 92,9%-a magyarnak, 1,8% cigánynak mondta magát (7,1% nem nyilatkozott; a kettős identitások miatt a végösszeg nagyobb lehet 100%-nál). A vallási megoszlás a következő volt: római katolikus 21,3%, református 33,3%, evangélikus 23,6%, felekezeten kívüli 8,2% (13,3% nem nyilatkozott).
2022-ben a lakosság 92,1%-a vallotta magát magyarnak, 0,9% cigánynak, 0,4% németnek, 0,1-0,1% örménynek és bolgárnak, 1,2% egyéb, nem hazai nemzetiségűnek (7,9% nem nyilatkozott; a kettős identitások miatt a végösszeg nagyobb lehet 100%-nál). Vallásuk szerint 21,9% volt római katolikus, 20% református, 13,7% evangélikus, 0,4% egyéb keresztény, 0,3% egyéb katolikus, 6,7% felekezeten kívüli (36,3% nem válaszolt).

## Nevezetességei
- Református templom

1779-ben épült, a 29 méter magas torony pedig 1814-ben.
- Evangélikus harangláb
- Katolikus templom
- Emlékművek

## Képek

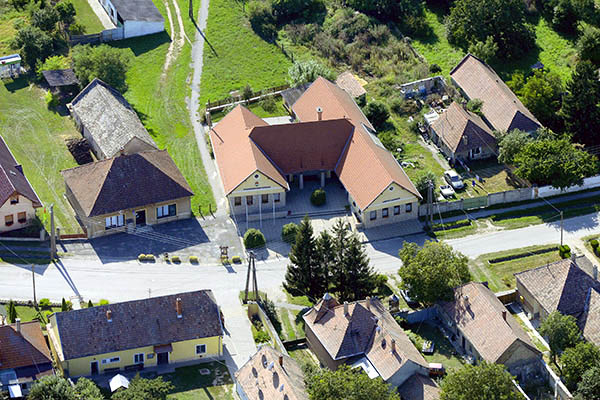
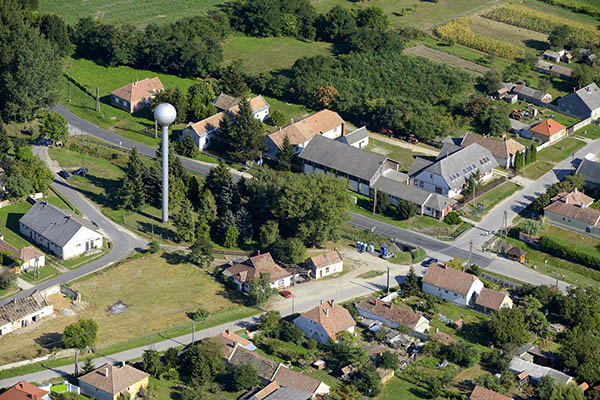
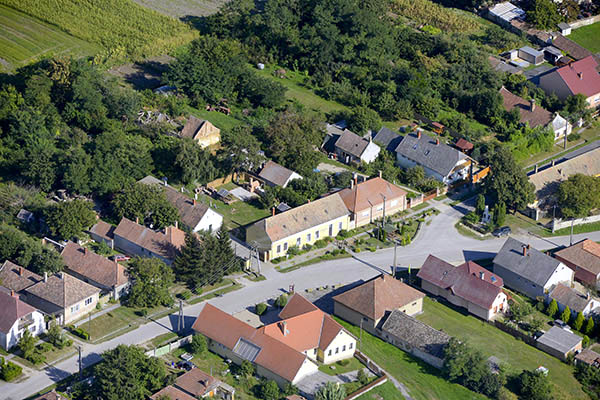
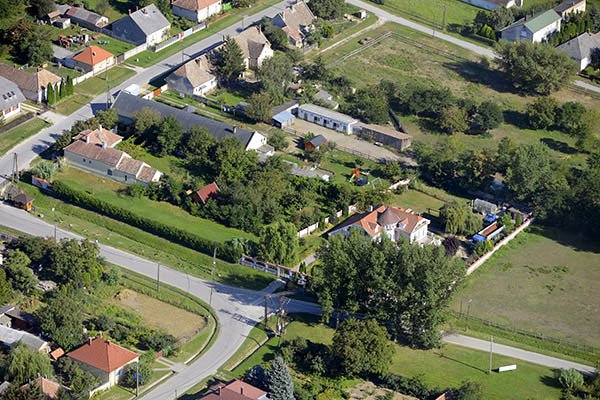